# Xã Benton, Quận Fulton, Arkansas
Xã Benton (tiếng Anh: Benton Township) là một xã thuộc quận Fulton, tiểu bang Arkansas, Hoa Kỳ. Năm 2010, dân số của xã này là 2.564 người.